# Utlöpare

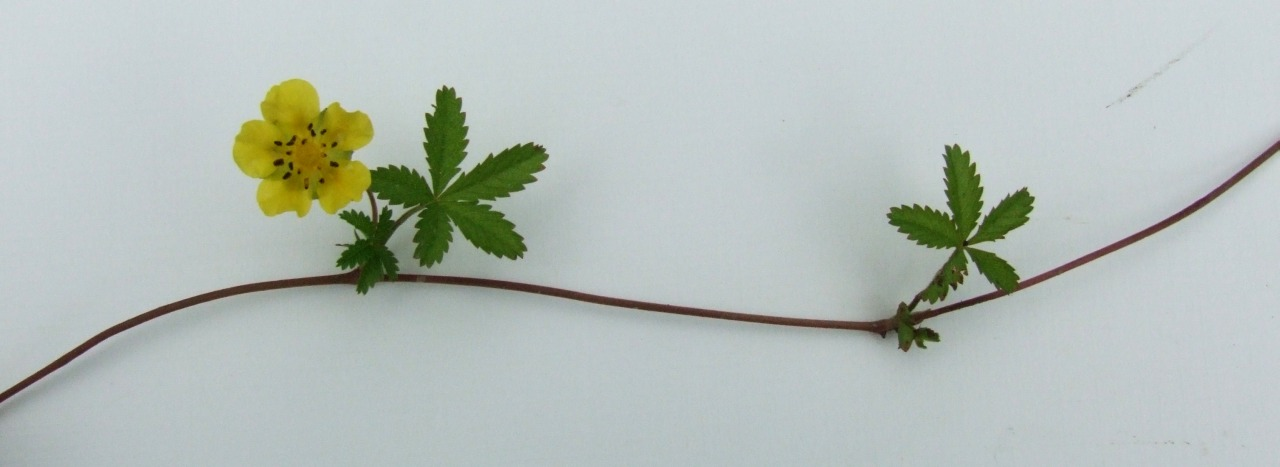
Utlöpare hos Revfingerört.

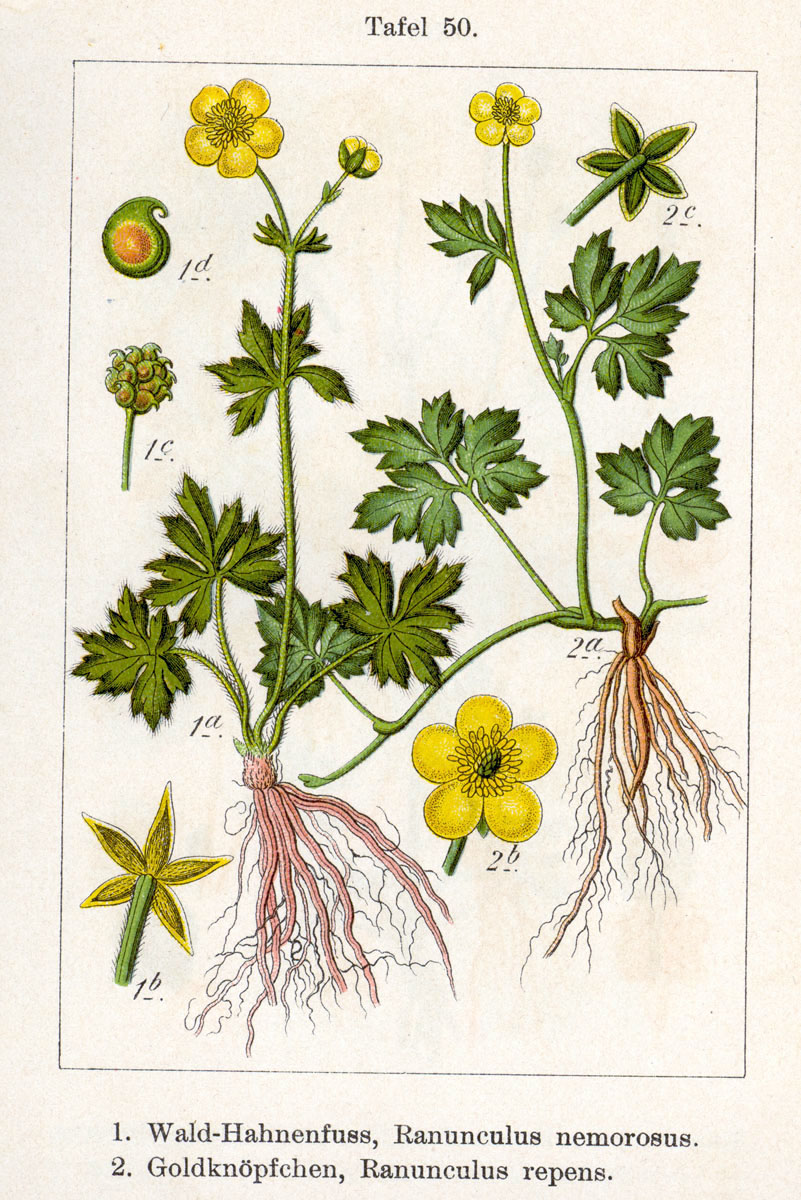
Revsmörblomma med utlöpare.

Utlöpare eller revor är långa horisontella sidoskott som växer längs med marken ut från en växt. Utlöpare växer ovan eller under jord och kan vara rotslående. Underjordiska utlöpare kallas suboler medan ovanjordiska kallas stoloner.
När en utlöpare slagit rot klipps så småningom förbindelsen med moderplantan och de nya skotten utvecklas till dotterplantor. Utlöpare som slår rot och bildar nya plantor är ett exempel på vegetativ förökning.
Växter med utlöpare kan vara marktäckande. Krypande jordstammar är inte detsamma.